# Guatteria anomala
Guatteria anomala är en kirimojaväxtart som beskrevs av Robert Elias Fries. Guatteria anomala ingår i släktet Guatteria och familjen kirimojaväxter. IUCN kategoriserar arten globalt som nära hotad. Inga underarter finns listade i Catalogue of Life.